# You're Never Too Young
You're Never Too Young is een Amerikaanse filmkomedie uit 1955 onder regie van Norman Taurog. Destijds werd de film in Nederland uitgebracht onder de titel Je bent nooit te jong…

## Verhaal
De juwelendief Noonan steelt in Los Angeles een kostbare diamant. Terzelfder tijd wordt de leerling-kapper Wilbur Hoolick afgekraakt door zijn baas, omdat hij helemaal niet deugt voor het vak. Hij besluit met de trein terug te keren naar huis in Washington. Noonan heeft de gestolen diamant intussen in de jaszak van Wilbur verstopt. Omdat hij zich anders geen kaartje kan veroorloven, doet Wilbur zich aan het loket voor als een 11-jarige schooljongen. Hij komt onder de hoede van de muziekleraar Bob Miles.

## Rolverdeling
| Acteur        | Personage           |
| ------------- | ------------------- |
| Dean Martin   | Bob Miles           |
| Jerry Lewis   | Wilbur Hoolick      |
| Diana Lynn    | Nancy Collins       |
| Nina Foch     | Gretchen Brendan    |
| Raymond Burr  | Noonan              |
| Mitzi McCall  | Skeets Powell       |
| Veda Ann Borg | Mevrouw Noonan      |
| Margery Maude | Ella Brennan        |
| Romo Vincent  | Kaartjesverkoper    |
| Nancy Kulp    | Moeder van Marty    |
| Milton Frome  | Inspecteur O'Malley |